# Малый Труев
Малый Труев (тат. Дәхтәрни)— село в Кузнецком районе Пензенской области. Входит в состав Большетруевского сельсовета.
В 2026 году в селе пройдет Всероссийский сельский Сабантуй.

## География
Село расположено в восточной части области на расстоянии примерно в 17 километрах по прямой к востоку-юго-востоку от районного центра Кузнецка.
Часовой пояс
Село Малый Труев как и вся Пензенская область, находится в часовой зоне МСК (московское время). Смещение применяемого времени относительно UTC составляет +3:00.

## Население
| 1795  | 1859  | 1877  | 1911  | 1926  | 1930  | 1939 |
| ----- | ----- | ----- | ----- | ----- | ----- | ---- |
| 134   | ↗316  | ↗394  | ↗869  | ↗928  | ↗1063 | ↘809 |
| 1959  | 1979  | 1989  | 1996  | 2002  | 2010  |      |
| ↗1390 | ↗1545 | ↘1467 | ↘1323 | ↘1298 | ↗1300 |      |

Национальный состав
Согласно результатам переписи 2002 года, в национальной структуре населения татары составляли 100 % из 1298 чел..